# Liste ehemaliger NHL-Mannschaften
Dies ist eine Übersicht über alle Mannschaften, die entweder in der NHL gespielt haben, aber nicht mehr existieren oder umbenannt wurden.

## Umsiedlungen und Auflösungen
- Atlanta Flames (1972–1980; wurden die Calgary Flames)
- Atlanta Thrashers (1999–2011; wurden die Winnipeg Jets)
- Brooklyn Americans (1941–1942)
- California Golden Seals (1970–1976; wurden die Cleveland Barons)
- Cleveland Barons (1976–1978)
- Colorado Rockies (1976–1982; wurden die New Jersey Devils)
- Hamilton Tigers (1920–1925; wurden die New York Americans)
- Hartford Whalers (1979–1997; wurden die Carolina Hurricanes)
- Kansas City Scouts (1974–1976; wurden die Colorado Rockies)
- Minnesota North Stars (1967–1993; wurden die Dallas Stars)
- Montréal Maroons (1924–1938)
- Montréal Wanderers (1917–1918)
- Ottawa Senators (1917–1934; wurden 1992 unter gleichem Namen neu gegründet)
- Philadelphia Quakers (1930–1931)
- Pittsburgh Pirates (1925–1930; wurden die Philadelphia Quakers)
- Quebec Bulldogs (1919–1920; wurden die Hamilton Tigers)
- Québec Nordiques (1979–1995; wurden die Colorado Avalanche)
- St. Louis Eagles (1934–1935)
- Winnipeg Jets (1979–1996; wurden die Phoenix Coyotes)

## Namensänderungen
- California Seals (1967; wurden die Oakland Seals)
- Chicago Black Hawks (1926–1986; wurden die Chicago Blackhawks)
- Detroit Cougars (1926–1930; wurden die Detroit Falcons)
- Detroit Falcons (1930–1932; wurden die Detroit Red Wings)
- Mighty Ducks of Anaheim (1993–2006; wurden die Anaheim Ducks)
- New York Americans (1925–1941; wurden die Brooklyn Americans)
- Oakland Seals (1967–1970; wurden die California Golden Seals)
- Phoenix Coyotes (1996–2014; wurden die Arizona Coyotes)
- Toronto Arenas (1917–1919; wurden die Toronto St. Patricks)
- Toronto St. Patricks (1919–1927; wurden die Toronto Maple Leafs)